# Нові пригоди янкі при дворі короля Артура
«Нові пригоди янкі при дворі короля Артура. Фантазії на тему Марка Твена» — радянський кінофільм 1988 року за мотивами повісті Марка Твена «Янкі з Коннектикуту при дворі короля Артура».

## Сюжет
Літак американського льотчика заблукав у часі і потрапив в епоху короля Артура. Він зустрічає легендарних лицарів Круглого столу і підступну Морґану — сестру короля, прекрасну Сенді і мудрого Чарівника.

## У ролях
- Сергій Колтаков —  Генк Морган
- Альберт Філозов —  король Артур, Мерлін
- Володимир Кашпур —  работоргівець
- Анастасія Вертинська — Морґана
- Олексій Горбунов —  менестрель
- Євген Євстигнєєв —  архієпископ
- Олександр Кайдановський —  лицар Ланселот
- Олена Фіногєєва — королева Гіневра
- Євдокія Германова — Сенді
- Володимир Сошальський —  Саграмор
- Марк Гресь — Мордред
- Марія Капніст — Фатум, лицар, ігуменя
- Людмила Зверховська — епізод

## Знімальна група
- Автор сценарію: Михайло Рощин, Віктор Гресь
- Режисер-постановник: Віктор Гресь
- Оператори-постановники: Едуард Тімлін, Олександр Яновський
- Композитор: Олег Каравайчук
- Художники-постановники: Михайло Раковський, Юрій Нікітін
- Художники: Світлана Побережна (по костюмах), Тетяна Татаренко (по гриму), Юлій Тихонов
- Звукооператор: Рема Крупєніна